# ТЕС Вест-Ангелас
23°9′14″ пд. ш. 118°43′27″ сх. д. / 23.15389° пд. ш. 118.72417° сх. д.
ТЕС Вест-Ангелас (West Angelas) – теплова електростанція на північному заході Австралії.
Електростанцію спорудили з метою забезпечення залізного рудника Вест-Ангелас (розробляється компанією Robe River Mining, найбільшим учасником якої є гірничодобувний гігант Rio Tinto). В 2013 році на майданчику станції запустили дві встановлені на роботу у відкритому циклі газові турбіни General Electric типу LM6000PF потужністю по 40 МВт.
Як паливо використовують природний газ, що надходить по відгалуженню завдовжки 85 кілометрів з діаметром 350 мм від газопроводу Ярралула – Есперанс.
Видача продукції відбувається по ЛЕП, що працює під напругою 220 кВ.